# Obole
Obole war ein Schweizer Feldmaß und galt im Kanton Neuenburg (Neuchatel). Verwendet wurde das Maß für die Vermessung von Feldern, Wiesen und Wäldern. Als kleineres Maß der Rute, im Dialekt Feldrute oder Perche de champ, war es ein Flächenmaß.
- 1 Obole = 16 Lausannois = 256 Perpillotes = 0,515 Quadratmeter
- 1 Rute = 16 Pied = 256 Minutes = 4096 Obole
- 1 Quadrat-Feldrute = 256 Quadrat-Feldfuß (1 Feldfuß = 287,148 Millimeter) = 2110,8 Quadratmeter

Beachte: Oboli war die Bezeichnung einer Münze.